# São Francisco da Serra
São Francisco da Serra é uma povoação portuguesa sede da Freguesia de São Francisco da Serra do Município de Santiago do Cacém, freguesia com 51,53 km² de área e 737 habitantes (censo de 2021), tendo, por isso, uma densidade populacional de 14,3 hab./km².
A freguesia integra as localidades de Cruz de João Mendes, Salema, Roncão e S. Francisco da Serra.
A formação da freguesia remonta ao período medieval e deve-se à Ordem de Santiago de Espada, tal como a generalidade das freguesias mais antigas do concelho de Santiago do Cacém. Recebeu a carta de foral no início do século XVI, por D. Manuel I.
A freguesia é reconhecida com presença humana desde a pré-história, encontrando-se algumas antas na Herdade das Antas e da Salema, locais que foram escavados e que parte deste espólio pode ser observado no Museu Municipal de Santiago do Cacém.

## Demografia
A população registada nos censos foi:
| Distribuição da População por Grupos Etários | Distribuição da População por Grupos Etários | Distribuição da População por Grupos Etários | Distribuição da População por Grupos Etários | Distribuição da População por Grupos Etários |
| -------------------------------------------- | -------------------------------------------- | -------------------------------------------- | -------------------------------------------- | -------------------------------------------- |
| Ano                                          | 0-14 Anos                                    | 15-24 Anos                                   | 25-64 Anos                                   | > 65 Anos                                    |
| 2001                                         | 81                                           | 94                                           | 424                                          | 291                                          |
| 2011                                         | 71                                           | 62                                           | 380                                          | 296                                          |
| 2021                                         | 72                                           | 48                                           | 357                                          | 260                                          |

## Património
Existem determinados locais de interesse turístico que constituem grande parte do seu património cultural. Destaca-se a fábrica de cortiça, Igreja Matriz, moinhos de vento, Dólmen da Palhota e os Frescos de S. Francisco.

## Actividades Económicas
A agricultura, pecuária, comércio, serviços e a extracção de cortiça constituem as principais actividades económicas, sendo esta última, que serve de base para um dos trabalhos feitos no artesanato da freguesia, nomeadamente, as miniaturas e quadros em cortiça, além das miniaturas em madeira, inseridas em garrafas de vidro e a imitação dos tapetes de Arraiolos.

## Gastronomia
Rica em produtos regionais, a gastronomia da freguesia é constituída pela tradicional açorda de alho, lombo de porco em banha e mioleira de porco com pão ralado. Em termos de doçaria típica, apresenta o mel de rosmaninho, e os licores de poejo, mortinho, café, tangerina e amora.

## Cultura
Com características rurais, tem sido berço de artistas que se têm destacado, não só a nível local, como também a nível nacional.